# Remtyg
Remtyg var i äldre tid benämningen på de till soldatens personliga utrustning hörande läderremmar som bar upp vapen, ammunition, verktyg och annat. Till remtyget hörde bland annat axelgehäng (bandolär), livrem, patronkök, kartuschlåda och pistolfodral. 
Remtyg är även de remmar med tillbehör som tillhör ett rid- eller dragdjurs utrustning.

## Källa
Den här artikeln är helt eller delvis baserad på material från Nordisk familjebok, Remtyg, 1904–1926.